# Johann Christian Feige

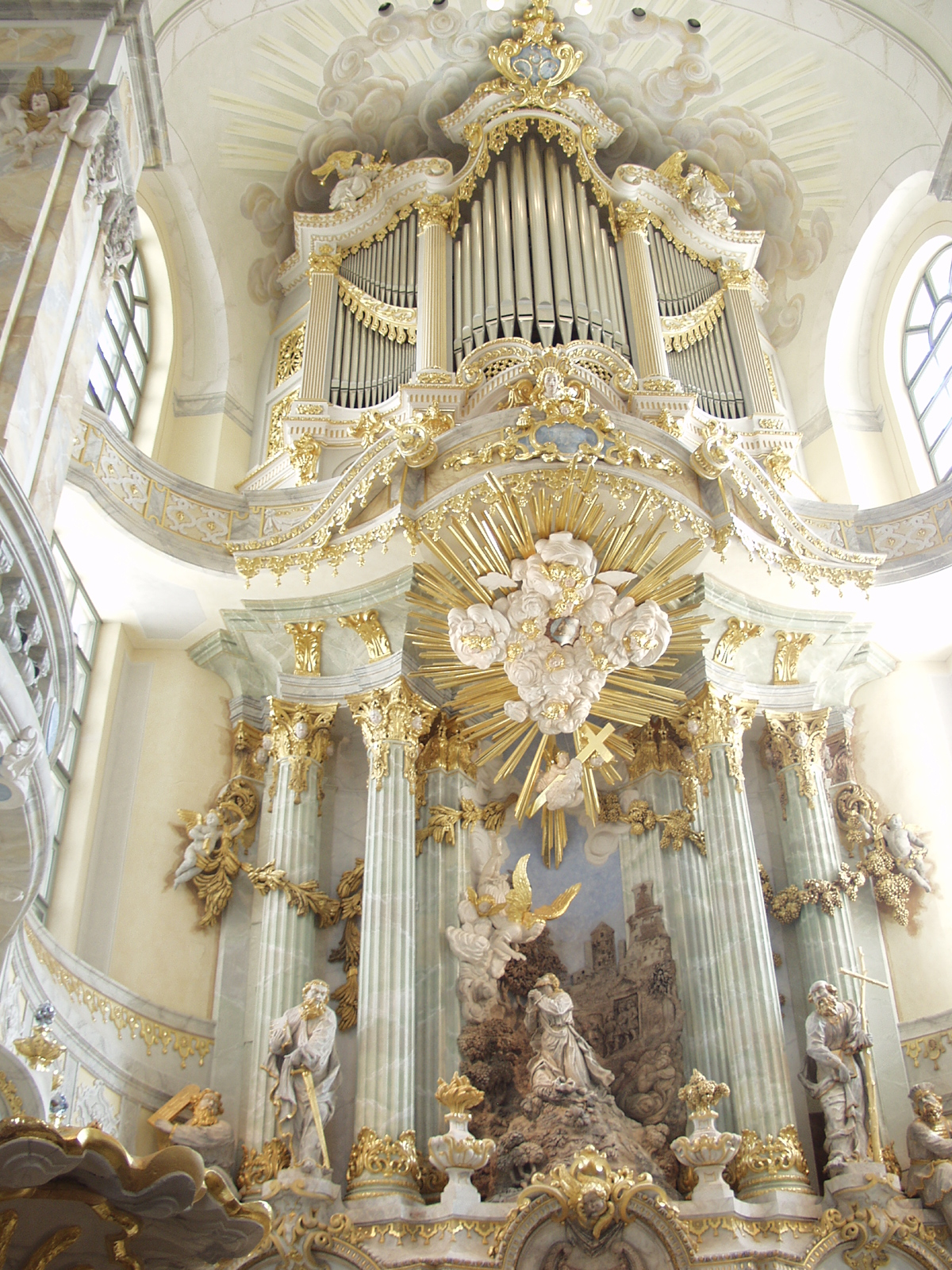
Altare della Frauenkirche

Johann Christian Feige (Zeitz, 4 febbraio 1689 – Dresda, 11 febbraio 1751) è stato uno scultore e intagliatore tedesco.

## Biografia
Arrivò a Dresda intorno al 1718 e inizialmente lavorò nella bottega dello scultore Balthasar Permoser per la decorazione dello Zwinger. Dopo il suo matrimonio, nel 1719, lavorò come scultore libero professionista a Dresda. Il 30 ottobre 1728 gli furono concessi i diritti civili e divenne cittadino di Dresda. Intorno al 1748 fu nominato scultore di corte. Tra i suoi allievi vi fu Johann Joachim Kändler.
Feige realizzò l'altare della Frauenkirche a Dresda e l'altare, successivamente ridisegnato, della Chiesa della Resurrezione a Plauen vicino a Dresda. Da Feige provengono anche numerosi monumenti funerari, tra cui quello di George Bähr, il costruttore della Frauenkirche.

## Opere (selezione)
- 1730: fonte battesimale e pulpito per la chiesa del paese a Radeberg
- Tomba per il Dresden-Plauner Hofmüller Gäbler
- 1733–1734: fonte battesimale e leggio per la chiesa di Petri a Freiberg[2]
- 1735: altare della Chiesa della Resurrezione a Plauen
- 1738: tomba di George Bährs, Dresda
- 1733–1739: altare maggiore e pulpito della Frauenkirche di Dresda

I figli di Feiges furono anche loro scultori:
- Johann Christian Feige il Giovane (1720-1788)
- Johann Friedrich Feige (1726-1788)
- Johann Ferdinand Feige il Vecchio (1733–1783). Johann Ferdinand realizzò le statue, che si trovano sulla strada principale di Dresda[3] e la scultura di un leone sdraiato al primo piano del frontone della farmacia dei leoni sull'Altmarkt, demolita nel 1913. [4]